# ويليام كوك (رائد أعمال)
ويليام كوك (بالإنجليزية: William Cook)‏ هو رائد أعمال أمريكي، ولد في 27 يناير 1931 في ماتون في الولايات المتحدة، وتوفي في 15 أبريل 2011 في بلومنغتون في الولايات المتحدة.